# 蜂須賀正韶
蜂須賀 正韶（はちすか まさあき、明治4年3月8日（1871年4月27日）- 昭和7年（1932年）12月31日）は、日本の政治家、侯爵。阿波蜂須賀家第17代当主。幼名は鶴松。
徳川家斉の曾孫。

## 生涯

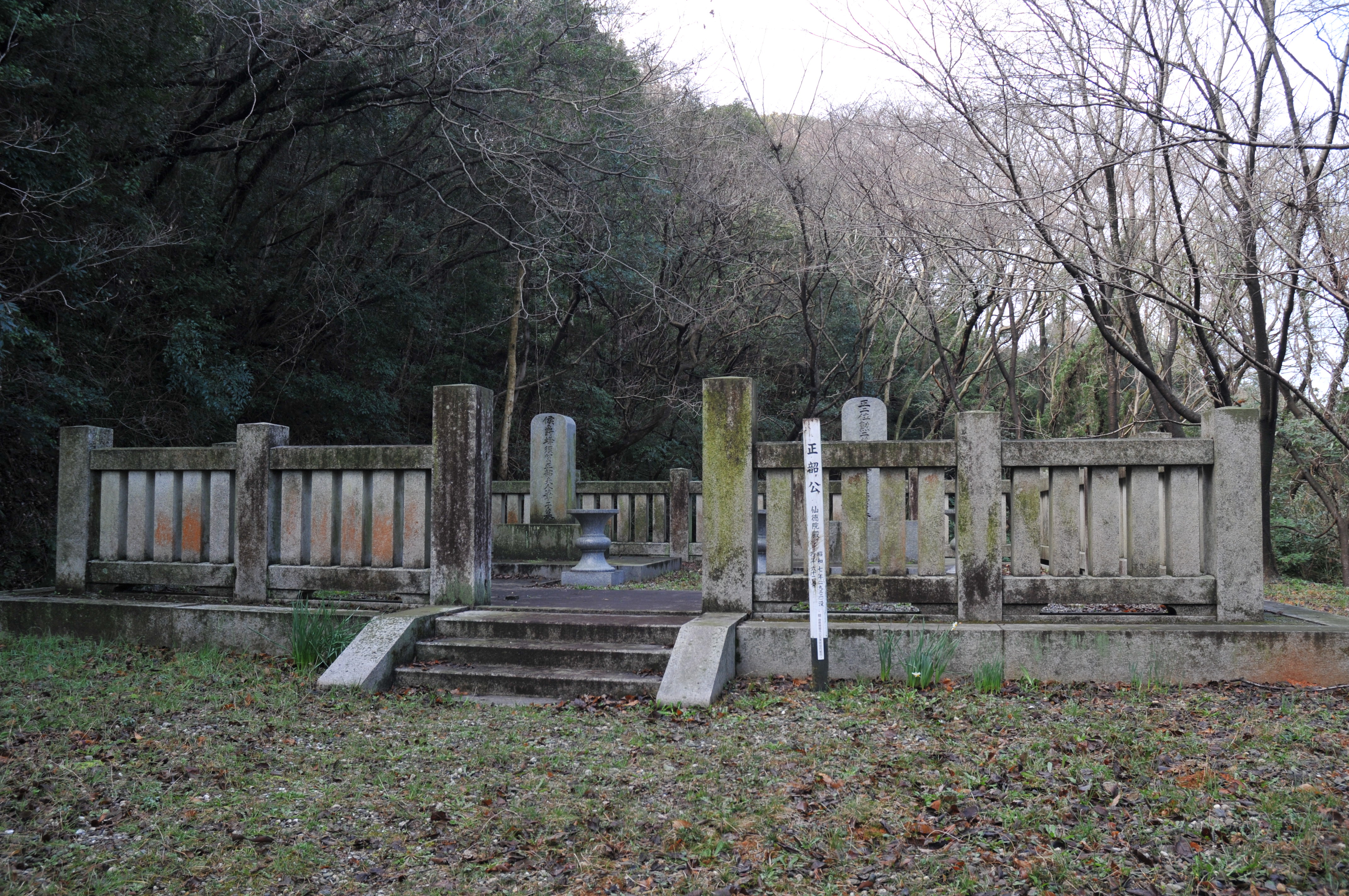
万年山墓所の正韶夫妻の墓

阿波徳島藩最後の藩主（第14代）・蜂須賀茂韶の長男として徳島南浜邸に生まれる。
1886年（明治19年）渡英。1890年にケンブリッジ大学トリニティ・カレッジへ入学、1895年（明治28年）学士号（普通学位）を取得し卒業した。
帰国後、宮内省の式部官兼主猟官、皇后主事などを歴任。
1885年（明治18年）、徳川慶喜四女の筆子と結婚。婚礼や披露宴は礼法の宗家である小笠原家監修のもと、三日間にわたり何千人もの招待客を迎える大規模なものとなった。
1896年（明治29年）、年子が誕生。年子のほかには笛子、小枝子がいる。1903年（明治36年）、長男・正氏誕生。
1918年（大正7年）、父茂韶の死去により、同年3月20日に家督を相続して侯爵を襲爵し、それにともない同日付で貴族院侯爵議員になった。1924年（大正13年）1月16日、前任の侯爵黒田長成の勇退を受け、貴族院副議長に就任する。1931年（昭和6年）1月15日、麝香間祗候を仰せ付けられた。
息子の正氏を大政治家に育てようと夢見ていたが、実現することなく、脳溢血で死去。享年62。死後には約100万円の負債が残された。
墓所は徳島県徳島市万年山墓所。

## 栄典
位階
- 1887年（明治20年）12月24日 - 正五位[7]
- 1897年（明治30年）7月3日 - 従四位[8][9]
- 1903年（明治36年）12月11日 - 正四位[8][10]
- 1915年（大正4年）12月20日 - 従三位[8][11]
- 1918年（大正7年）5月17日 - 正三位[8][12]
- 1926年（大正15年）6月1日 - 従二位[8][13]
- 1932年（昭和7年）12月31日 - 正二位[14]

爵位
- 1918年（大正7年）3月20日 - 侯爵（襲爵）

勲章等
| 受章年                    | 略綬 | 勲章名                       | 備考 |
| ------------------------- | ---- | ---------------------------- | ---- |
| 1914年（大正3年）6月29日  |      | 勲六等瑞宝章                 |      |
| 1918年（大正7年）5月17日  |      | 勲五等瑞宝章                 |      |
| 1919年（大正8年）10月25日 |      | 勲四等瑞宝章                 |      |
| 1920年（大正9年）11月15日 |      | 銀杯一組                     |      |
| 1924年（大正13年）2月23日 |      | 勲三等瑞宝章                 |      |
| 1928年（昭和3年）11月10日 |      | 金杯一個                     |      |
| 1931年（昭和6年）1月21日  |      | 勲二等旭日重光章             |      |
| 1931年（昭和6年）5月1日   |      | 帝都復興記念章               |      |
| 1932年（昭和7年）12月31日 |      | 昭和六年乃至九年事変従軍記章 |      |

外国勲章佩用允許
| 受章年                     | 国籍       | 略綬 | 勲章名                     | 備考 |
| -------------------------- | ---------- | ---- | -------------------------- | ---- |
| 1908年（明治41年）10月19日 | 大清帝国   |      | 二等第三双竜宝星           |      |
| 1909年（明治42年）4月6日   | ロシア帝国 |      | 神聖スタニスラス第二等勲章 |      |

## 系譜
- 父：蜂須賀茂韶（1846–1918） - お印は若松
- 母：不詳 - 蜂須賀茂韶の側室
- 嫡母：蜂須賀随子（1854–1923） - 徳川慶篤（水戸藩第10代藩主。徳川慶喜の同母兄）の娘。お印は宝。
- 妻：蜂須賀筆子（1876–1907） - 徳川慶喜（最期の将軍）の四女。お印は折鶴。
  - 長女：蜂須賀年子（1896–1970） - 子爵・松平康春の妻（後に離縁）。お印は小松。
  - 次女：蜂須賀笛子（1898–1937） - 男爵・松田正之の妻　岩波文庫『松浦宮物語』の校訂（1935年）を行った。お印は鳩。
  - 三女：蜂須賀小枝子（1901–1922） - 子爵・佐竹義種（佐竹義理の嗣子）の妻。お印は桃。
  - 長男：蜂須賀正氏（1903–1953） - 鳥類学者、探検家。お印は椿、兜。